# 乔丹·尼利之死
2023年5月1日下午2:30左右，30岁无家可归的黑人男子乔丹·尼利（Jordan Neely）在美国纽约市地铁上遭24岁的美国海军陆战队白人退役军人丹尼尔·潘尼（Daniel Penny）扼喉身亡，此外还有其他乘客参与了对尼利身体的压制。该事件被自由撰稿人胡安·阿尔贝托·巴斯克斯（Juan Alberto Vázquez）拍摄下来并发布于Facebook上，进而引发了美国社会一系列反响。

## 事件经过
2023年5月1日下午，乔丹·尼利在纽约地铁第二大道車站登上北行的F線列车，随即开始四处乱扔垃圾并对乘客大喊大叫。目击者胡安·阿尔贝托·巴斯克斯称尼利大喊道：“我没有吃的没有喝的，我受够了。我不介意入狱和终身监禁。我准备好去死了。”他还脱下了自己的黑色夹克扔到地上，吓得旁边的乘客纷纷起身避让。就在这时，丹尼尔·潘尼来到尼利的身后对其锁喉，两人都倒到地上。警方在下午2点26分接到了首通报警电话，报告地铁上发生了肢体冲突。2点27分，又有两通报警，一通报告列车上有人威胁乘客，另一通称当事人手持刀或枪。2点29分和30分，警方又接到两通报警。
当列车到达下一站百老汇-拉法叶街车站时，乘客纷纷跑出车门站到站台上，还有些人大喊报警，此时还有一人在协助潘尼，压制住尼利的手臂。有人拉住了车门以阻止列车继续前进。之后目击者巴斯克斯开始录像。当尼利挣扎时，第三人介入，与之发生身体接触，在录像约1分30秒时脱离接触。当巴斯克斯进行到2分多钟时，尼利开始变得无力。在巴斯克斯的录像接近3分钟时，潘尼和另一名压制者才松开尼利，此时尼利已经没有反应了。
紐約市消防局在下午2点39分接到求救电话，并在7分钟后赶到现场。纽约市法医办公室之后裁定尼利的死因为颈部受压的他杀。
目击者巴斯克斯的录像持续了3分48秒。根据巴斯克斯的说法，锁喉持续了长达15分钟。纽约市市长艾瑞克·亞當斯则表示警方和急救人员在接到首通报案的6分钟后就赶到了现场，但已经无力救活尼利。

## 当事者

### 乔丹·尼利
乔丹·莫里斯·凯恩·尼利（英語：Jordan Maurice Caine Neely，1992年12月18日—2023年5月1日）是黑人男性，在新泽西州貝永长大。2007年，在他14岁那年，他的母亲克里斯汀·尼利（Christine Neely）在家中被男友杀害并弃尸于路边的手提箱中。尼利受到母亲之死的影响，遭受心理健康问题。
尼利从曼哈顿的华盛顿欧文高中退学，之后在地铁和街头从事迈克尔·杰克逊模仿表演，并陷入无家可归的状态。在2013年至2021年间，尼利有42次被捕记录，包括四次涉嫌殴打，其他则涉及交通欺诈和非法侵入。。社区服务人员表示尼利使用合成大麻素，2019年6月，一名社区服务人员注意到尼利的体重明显减轻，并且可以站着睡觉。2021年11月，尼利在街道上揍了一名67岁的妇女，他被判入狱15个月。2023年2月9日，尼利对殴打妇女事件认罪，在律师的帮助下，他的入狱15个月被改成在治疗机构呆够15个月并不碰毒品。结果他在治疗机构呆了13天后就逃跑了，法官因此签发了逮捕令。

### 丹尼尔·潘尼
丹尼尔·潘尼是来自纽约長島的白人男性，时年24岁，祖上为意大利移民。在美国海军陆战队服役过4年，军衔至中士，2021年6月退伍。在服役期间随第22海軍陸戰遠征隊进行过2次部署，任务地区包括科威特、巴林、阿曼、约旦、希腊、西班牙和伊朗海岸。潘尼在退伍后学习建筑，事发时，他正搭乘地铁从学校前往曼哈顿的健身房。

## 司法程序
2023年5月1日事发当天，丹尼尔·潘尼被警方带去讯问，数小时后在未被指控的情况下释放。2023年5月11日，曼哈顿地方检察官声明将对丹尼尔·潘尼提出二级过失杀人罪的指控。5月12日，潘尼向警方自首，在数小时后以10万美元的保释金保释。
2024年12月6日，潘尼的二級殺人罪指控因陪審團意見未能達成一致而被撤銷；2024年12月10日，潘尼的過失致死罪指控被宣判無罪。

## 各方反应
此次事件在纽约市引发了数日的抗议示威，抗议者呼吁逮捕丹尼尔·潘尼，还呼喊口号“Black lives matter”和“The homeless matter”。
纽约市市长、前警官艾瑞克·亞當斯表示“任何生命损失都是悲惨的”，并避开了进一步的评论。之后又改变了措辞，表示此次事件是“本不应该发生的悲剧”，并承诺将采取更多措施帮助遭受心理健康危机的人们。
纽约州州长凱西·霍赫爾起先含糊地评论称“行为是有后果的”，一天后收回了评论，表示尼利的家人应该得到正义。
白宫方面呼吁对此事进行彻底调查。
Black Lives Matter全球网络基金会、全国有色人种协进会和美国国际特赦组织等要求追查潘尼责任，全国有色人种协进会称尼利之死是“不人道的私刑正义的最新例证”。
支持潘尼的人们在GiveSendGo发起法律辩护的筹款活动。截至2023年5月21日，已筹集了超过260万美元，成为该网站史上第二大筹款活动。不少共和党人表达了对潘尼的支持，罗恩·德桑蒂斯表扬其为好撒馬利亞人。